# Varun Gandhi
Feroze Varun Sanjay Gandhi dit Varun Gandhi, né le 13 mars 1980, est un homme politique indien, fils unique du couple Sanjay Gandhi et Maneka Gandhi.
Ancien étudiant de droit à la London School of Economics, il est titulaire d'un master de l'École des études orientales et africaines de l'université de Londres.
Il est membre du comité central du BJP. Il est considéré comme un leader potentiel à venir.
Il a écrit plusieurs livres sur la sécurité nationale de l'Inde et un recueil de poèmes intitulé The otherness of self.